# Chaba Pallaghy
Chaba Pallaghy (...) è un ex schermidore e dirigente sportivo ungherese naturalizzato statunitense.
Nato in Ungheria, dove inizia a praticare la scherma, emigra nel 1957 negli Stati Uniti. Partecipa con la nazionale statunitense di scherma ai Giochi panamericani di San Paolo del 1963, dove conquista una medaglia d'oro nella sciabola a squadre ed una di bronzo nella sciabola individuale. L'anno successivo un infortunio pone fine alla sua carriera sportiva.
Inizia così la sua carriera come dirigente sportivo, che lo porta, nel 1993 ad essere eletto vice presidente della FIE.

## Palmarès
In carriera ha conseguito i seguenti risultati:
- Giochi Panamericani:

San Paolo 1963: oro nel sciabola a squadre e bronzo individuale.